# Psalmul 141
Psalmul 141 (140 conform numerotării grecești) este unul din Psalmii David.

## Text

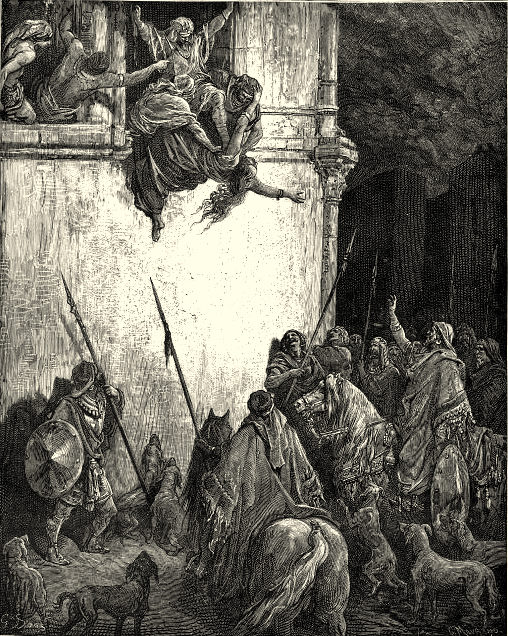
(Psalmul 141:6). Gustave Doré Biblia Ilustrată (Cartea Regilor 9:33). Psalmul 141.

| verset | Versiunea originală în Ebraică                                             | Traducerea în română | Versiunea în latină |
| ------ | -------------------------------------------------------------------------- | --- | --- |
| 1      | מִזְמוֹר, לְדָוִד:יְהוָה קְרָאתִיךָ, חוּשָׁה לִּי; הַאֲזִינָה קוֹלִי, בְּקָרְאִי-לָךְ                    | [Psalmul lui David (140)] Doamne, strigat-am către Tine, auzi-mă; Ia aminte la glasul rugăciunii mele cand strig către Tine.                                               | [Psalmus David] Domine clamavi ad te exaudi me intende voci meae cum clamavero ad te                                                                      |
| 2      | תִּכּוֹן תְּפִלָּתִי קְטֹרֶת לְפָנֶיךָ; מַשְׂאַת כַּפַּי, מִנְחַת-עָרֶב                                  | Sa se îndrepte rugăciunea mea ca tămâia înaintea Ta; Ridicarea mâinilor mele, jertfa de seară.                                                                             | Dirigatur oratio mea sicut incensum in conspectu tuo elevatio manuum mearum sacrificium vespertinum                                                       |
| 3      | שִׁיתָה יְהוָה, שָׁמְרָה לְפִי; נִצְּרָה, עַל-דַּל שְׂפָתָי                                      | Pune, Doamne, strajă gurii mele și usă de îngradire împrejurul buzelor mele.                                                                                               | Pone Domine custodiam ori meo et ostium circumstantiae labiis meis                                                                                        |
| 4      | אַל-תַּט-לִבִּי לְדָבָר רָע,לְהִתְעוֹלֵל עֲלִלוֹת בְּרֶשַׁע--אֶת-אִישִׁים פֹּעֲלֵי-אָוֶן;וּבַל-אֶלְחַם, בְּמַנְעַמֵּיהֶם | Să nu abați inima mea spre cuvinte de viclesug ca să ma dezvinovatesc cu dezvinovatiri în pacate ,cu oameni care lucrează faradelegea, cu ai caror alesi nu mă voi însoti. | Non declines cor meum in verba malitiae ad excusandas excusationes in peccatis cum hominibus operantibus iniquitatem et non communicabo cum electis eorum |
| 5      | יֶהֶלְמֵנִי צַדִּיק חֶסֶד, וְיוֹכִיחֵנִי--שֶׁמֶן רֹאשׁ, אַל-יָנִי רֹאשִׁי:כִּי-עוֹד וּתְפִלָּתִי, בְּרָעוֹתֵיהֶם    | Certa-mă-va dreptul cu milă și mă va mustra, dar untdelemnul păcătosului sa nu unga capul meu. Că încă și rugaciunea mea este întru bunăvrerile lor.                       | Corripiet me iustus in misericordia et increpabit me oleum autem; peccatoris non inpinguet caput meum quoniam adhuc et oratio mea in beneplacitis eorum   |
| 6      | נִשְׁמְטוּ בִידֵי-סֶלַע, שֹׁפְטֵיהֶם; וְשָׁמְעוּ אֲמָרַי, כִּי נָעֵמוּ                                | lângă stancă înghițiți au fost judecătorii lor; Auzi-vor graiurile mele, că s'au indulcit.                                                                                 | Absorti sunt iuncti petrae iudices eorum audient verba mea quoniam potuerunt                                                                              |
| 7      | כְּמוֹ פֹלֵחַ וּבֹקֵעַ בָּאָרֶץ-- נִפְזְרוּ עֲצָמֵינוּ, לְפִי שְׁאוֹל                                 | ca o brazdă de pământ s'au rupt pe pământ, Risipitu-s'au oasele lor lânga iad.                                                                                             | Sicut crassitudo terrae erupta est super terram dissipata sunt ossa nostra secus infernum                                                                 |
| 8      | כִּי אֵלֶיךָ, יְהוִה אֲדֹנָי עֵינָי; בְּכָה חָסִיתִי, אַל-תְּעַר נַפְשִׁי                            | Căci către Tine-s, Doamne, Doamne, ochii mei, în Tine am nădăjduit, sufletul să nu mi-l iei.                                                                               | Quia ad te Domine Domine oculi mei in te speravi non auferas animam meam                                                                                  |
| 9      | שָׁמְרֵנִי--מִידֵי פַח, יָקְשׁוּ לִי; וּמֹקְשׁוֹת, פֹּעֲלֵי אָוֶן                                  | Păzește-mă de cursa pe care ei mi-au pus-o, și de pietrele de poticnire ale celor ce lucrează fărădelegea.                                                                 | Custodi me a laqueo quem statuerunt mihi et ab scandalis operantium iniquitatem                                                                           |
| 10     | יִפְּלוּ בְמַכְמֹרָיו רְשָׁעִים; יַחַד אָנֹכִי, עַד-אֶעֱבוֹר                                     | Cădea-vor în mreaja lor pacatosii, dar eu deoparte sunt până ce voi trece.                                                                                                 | Cadent in retiaculo eius peccatores singulariter sum ego donec transeam                                                                                   |